# Liste der Nationalen Historischen Monumente in Buenos Aires
Die Nationalen Historischen Monumente Argentiniens sind eine Reihe von Bauwerken, Orten und Kunstwerken, die aufgrund ihrer historischen, kulturellen oder architektonischen Bedeutung als schützenswerte Güter angesehen und denen daher Denkmalschutz zugestanden wurde. In dieser Liste sind alle Nationalen Historischen Monumente der Stadt Buenos Aires mit Bezeichnung, Status und Aufnahmejahr aufgelistet.
| Bezeichnung | Status                                            | Jahr |
| --- | ------------------------------------------------- | ---- |
| Ehemaliges Verwaltungsgebäude der FFCC Bartolomé Mitre und das Museo Nacional Ferroviario | Gut von historischem Interesse                    | 1997 |
| Administración de los Mataderos | Historisches Monument                             | 1979 |
| "Altos de Elorriaga" (Haus von Juan Bautista Elorriaga)" | Historisches Monument                             | 1997 |
| "Altos de Ezcurra" (Haus von María Josefa Ezcurra) | Historisches Monument                             | 1997 |
| Aguaribay (Baum) auf dem Grundstück des Institutes Bernasconi | Historischer Ort                                  | 1943 |
| Marineposten Buenos Aires | Historisches Monument                             | 1999 |
| Archiv der CONADEP | Gut von historischem Interesse                    | 2004 |
| Club de Pescadores (Gebäude und Pier) | Historischer Ort                                  | 2001 |
| Asociación Argentina de Actores (Argentinische Vereinigung der Schauspieler) | Historisches Künstlerisches Monument              | 1999 |
| Avenida de Mayo | Historischer Ort                                  | 1997 |
| Banco Hipotecario S.A. (ehemals Banco de Londres) | Historisches Monument                             | 1999 |
| Basílica Nuestra Señora del Pilar | Historisches Monument                             | 1942 |
| Basílica Sagrado Corazón de Jesús | Gut von historischem und künstlerischem Interesse | 2009 |
| Cabildo de Buenos Aires | Historisches Monument                             | 1933 |
| Campo de Deportes del Buenos Aires Cricket Club | Historischer Ort                                  | 1948 |
| Capilla de Ejercicios Espirituales (jetzt Museo Penitenciario Argentino) und Colegio Nuestra Señora de Belén | Historisches Monument                             | 1982 |
| Catedral Anglicana de San Juan Bautista | Historisches Monument                             | 2000 |
| Catedral Metropolitana | Historisches Monument                             | 1942 |
| Casa de las Academias Nacionales | Historisches Monument                             | 2002 |
| Casa Carabassa | Historischer Ort                                  | 1999 |
| Hauptgebäude der Banco de la Nación Argentina | Historisches Monument                             | 1999 |
| Hauptgebäude der First National Bank of Boston | Historisches Monument                             | 2002 |
| Casa Rosada | Historisches Monument                             | 1942 |
| Ehemalige Casa la Moneda | Historisches Monument                             | 1979 |
| Casa Nacional de la Cultura | Historisches Monument                             | 2002 |
| Haus von Adolfo Alsina | Historischer Ort                                  | 1979 |
| Haus von Alfredo Lorenzo Palacios | Historischer Ort                                  | 1992 |
| Geburtshaus von General Antonio González Balcarce | Historischer Ort                                  | 1997 |
| Haus von Baldomero Fernández Moreno | Historisches Monument                             | 1996 |
| Haus von General Bartolomé Mitre | Historisches Monument                             | 1942 |
| Haus von Carlos Gardel (heute: Museo Carlos Gardel) | Historischer Ort                                  | 1997 |
| Haus von Dr. Bernardo Alberto Houssay | Historischer Ort                                  | 1999 |
| Haus von Domingo Faustino Sarmiento, jetzt Verwaltungsgebäude der Provinz Jujuy | Historisches Monument                             | 1948 |
| Casa Esteban de Luca | Historisches Monument                             | 1942 |
| Haus von Mansilla | Historisches Monument                             | 2000 |
| Haus von General Miguel de Azcuénaga | Historischer Ort                                  | 1961 |
| Haus von Ricardo Rojas | Historisches Monument                             | 1958 |
| Haus von Santiago de Liniers | Historisches Monument                             | 1942 |
| Haus von Kommandant Tomás Espora | Historisches Monument                             | 1961 |
| Casa Virasoro | Historisches Monument                             | 2008 |
| Casino der Escuela Superior de Mecánica de la Armada (ESMA) | Historisches Monument                             | 2008 |
| Centro Nacional de la Música (ehemals Nationalbibliothek) | Historisches Monument                             | 2004 |
| Colegio Nacional de Buenos Aires | Historischer Ort                                  | 1943 |
| Colegio San José | Historisches Monument                             | 1998 |
| Confitería del Molino | Historisches Monument                             | 1997 |
| Argentinischer Kongresspalast | Historisches Monument                             | 1993 |
| Convento de los Recoletos Franciscanos, jetzt Centro Cultural Recoleta | Historisches Monument                             | 1948 |
| Convento de los Mercedarios | Historisches Monument                             | 1957 |
| Convento de las Catalinas | Historisches Monument                             | 1975 |
| Iglesia de Nuestra Señora del Rosario y Convento de Santo Domingo | Historisches Monument                             | 1942 |
| Korvette Uruguay | Historisches Monument                             | 1967 |
| Dársena Norte, Ort der Schlacht an den Brunnen | Historischer Ort                                  | 1941 |
| Edificio de la Aduana Nacional | Historisches Monument                             | 2009 |
| Nationalinstitut Juan Domingo Perón | Historisches Monument                             | 2008 |
| Institut Felix Fernando Bernasconi | Historisches Monument                             | 2009 |
| Vereinsgebäude des Yacht Club Argentino | Historisches Monument                             | 1995 |
| Laboratorium und Institut Dr. Carlos G. Malbrán | Historisches Monument                             | 2001 |
| Edificio Kavanagh | Historisches Monument                             | 1999 |
| Verwaltungsgebäude des Ministeriums für Bauangelegenheiten und öffentliche Dienste | Historisches Monument                             | 2002 |
| Edificio Tornquist | Historisches Monument                             | 2002 |
| Gebäude an der Calle Austria 2577, 2587, 2589, 2593 und 2601 | Historischer Ort                                  | 1999 |
| Botschaft des Vereinigten Königreichs | Historisches Monument                             | 2001 |
| Escuela Catedral al Norte (jetzt J. M. Estrada) | Historisches Monument                             | 1970 |
| Escuela Normal de Profesores Presidente Roque Sáenz Peña | Historisches Monument                             | 1975 |
| Haupt- und Westfassade der Escuela Normal Nr. 1 | Historisches Monument                             | 1997 |
| Escuela Normal Mariano Acosta | Historisches Monument                             | 1999 |
| Escuela Técnica Otto Krause | Historisches Monument                             | 1995 |
| Bahnhof Retiro del Ferrocarril Mitre | Historisches Monument                             | 1997 |
| Bahnhöfe der Subterráneos Linien A, C, D und E - Linie A: Plaza de Mayo, Perú, Piedras, Lima, Sáenz Peña, Congreso, Pasco-Alberti und Plaza de Miserere; - Linie C: San Juan, Independencia, Moreno, Avenida de Mayo, Diagonal Norte, Lavalle und San Martín; - Linie D: Catedral, 9 de Julio, Tribunales, Facultad de Medicina, Agüero, Bulnes, Scalabrini Ortiz, Plaza Italia und Palermo; - Linie E: San José, Entre Ríos, Pichincha, Jujuy, Urquiza und Boedo | Historisches Monument                             | 1997 |
| Ehemaliges Hotel de Inmigrantes | Historisches Monument                             | 1990 |
| Fragata Presidente Sarmiento | Historisches Monument                             | 1962 |
| Nereiden-Brunnen von Lola Mora | Sonstiges                                         | 1997 |
| Galerías Pacífico | Historisches Monument                             | 1989 |
| Hospital del Rey (jetzt Hospital de Santa Catalina) | Historischer Ort                                  | 1979 |
| Iglesia de la Santa Cruz | Historisches Monument                             | 2008 |
| Iglesia de San Francisco y Capilla de San Roque | Historisches Monument                             | 1942 |
| Iglesia de San Juan Bautista | Historisches Monument                             | 1942 |
| Iglesia de San Miguel | Historisches Monument                             | 1983 |
| Iglesia de San Pedro Telmo | Historisches Monument                             | 1942 |
| Iglesia de Santa Catalina de Siena | Historisches Monument                             | 1942 |
| Iglesia Nuestra Señora de Balvanera | Historisches Monument                             | 1998 |
| Iglesia Nuestra Señora de la Merced | Historisches Monument                             | 1941 |
| Iglesia Ortodoxa Rusa | Historisches Monument                             | 2000 |
| Iglesia Parroquial de Monserrat | Historisches Monument                             | 1978 |
| Iglesia Parroquial de San Juan Evangelista | Gut von historischem Interesse                    | 2000 |
| Bauten des Architekten Virasoro | Historisches Monument                             | 2002 |
| Botanischer Garten Buenos Aires | Historisches Monument                             | 1997 |
| Zoo Buenos Aires | Historisches Monument                             | 1997 |
| Magnolia (Baum) im Parque Tres de Febrero | Historischer Ort                                  | 1943 |
| Manzana de las Luces | Historischer Ort                                  | 1981 |
| Iglesia de San Ignacio (Manzana de las Luces) | Historisches Monument                             | 1942 |
| Procuraduría de las Misiones (Manzana de las Luces) | Historisches Monument                             | 1981 |
| Residencias Jesuíticas (Manzana de las Luces) | Historisches Monument                             | 1981 |
| Sala de la Junta de Representantes (Manzana de las Luces) | Historisches Monument                             | 1942 |
| Marktplatz San Telmo | Historisches Monument                             | 1997 |
| Museo de la Historia del Traje | Historisches Monument                             | 1990 |
| Pavillon im Hospital Borda | Historisches Monument                             | 1999 |
| Hallen der Sociedad Rural Argentina (La Rural) | Historisches Monument                             | 1997 |
| Pacará (Baum) im Parque Chacabuco | Historischer Ort                                  | 1946 |
| Palace Hotel | Historisches Monument                             | 2001 |
| Palacio Barolo | Historisches Monument                             | 1997 |
| Palacio de Aguas Corrientes | Historisches Monument                             | 1989 |
| Zentralpostamt | Historisches Monument                             | 1997 |
| Justizpalast | Historisches Monument                             | 1999 |
| Palacio Errázuriz | Sonstiges                                         | 1997 |
| Palacio San Martín | Historisches Monument                             | 1997 |
| Parque General Juan Gregorio de las Heras | Historischer Ort                                  | 2009 |
| Parroquia Nuestra Señora de la Medalla Milagrosa | Gut von Historischem und Künstlerischem Interesse | 2009 |
| Pirámide de Mayo | Historisches Monument                             | 1942 |
| Plaza del Congreso, Plaza Lorea und Plaza Mariano Moreno | Historischer Ort                                  | 1997 |
| Plaza de Mayo | Historischer Ort                                  | 1942 |
| Plaza Dorrego | Historischer Ort                                  | 1978 |
| Plaza General San Martín | Historischer Ort                                  | 1942 |
| Grundstück der Iglesia de la Santa Cruz | Historischer Ort                                  | 2008 |
| Puente Transbordador „Nicolás Avellaneda“ | Historisches Monument                             | 1999 |
| Quinta de Valentín Alsina | Historisches Monument                             | 1977 |
| Archivo General de la Nación, (Gelände des ehemaligen Nationalkongresses) | Historisches Monument                             | 1942 |
| Baracken der Grenadiere von General San Martín | Historisches Monument                             | 1997 |
| Banco de la Provincia de Buenos Aires | Historischer Ort                                  | 1961 |
| Residencia Duhau (jetzt Palacio Duhau - Park Hyatt Buenos Aires) | Historisches Monument                             | 2002 |
| Residencia Maguire | Historisches Monument                             | 2002 |
| Residencias Alzaga Unzué, Ortiz Basualdo, Atucha, Palacio Pereda und Plazoleta C. Pellegrini | Sonstiges                                         | 1997 |
| Historisches Nationalmuseum (ehemals Wohnhaus von Don Gregorio Lezama) | Historisches Monument                             | 1997 |
| Salas Nacionales de Exposición (Palais de Glace) | Historisches Monument                             | 2004 |
| Santa Casa de Ejercicios Espirituales | Historisches Monument                             | 1942 |
| Sitz der Nationalen Parkverwaltung | Historisches Monument                             | 2001 |
| Sitz der Apostolischen Nuntiatur (Palacio Fernández Anchorena) | Historisches Monument                             | 2002 |
| Ort des Kongresses von 1880, jetzt Museo Histórico Sarmiento | Historisches Monument                             | 1938 |
| Sitz des Nationalen Services für Rehabilitation und Förderung von Menschen mit Einschränkungen | Historisches Monument                             | 1998 |
| Grab von Adolfo Alsina | Grabmal                                           | 1946 |
| Grab von Amadeo Jacques | Grabmal                                           | 1946 |
| Grab von Ambrosio Plácido Lezica | Grabmal                                           | 1979 |
| Grab von Antonio Sáenz | Grabmal                                           | 1946 |
| Grab von Aristóbulo del Valle | Grabmal                                           | 1945 |
| Grab von Bernardino Rivadavia | Grabmal                                           | 1946 |
| Grab von Bernardo de Monteagudo | Grabmal                                           | 1946 |
| Grab der Gefallenen der Revolution von 1890 sowie von Leandro N. Alem und Hipólito Yrigoyen | Grabmal                                           | 1960 |
| Grab des Kanonikers Diego Estanislao Zavaleta | Grabmal                                           | 1946 |
| Grab des Kanonikers Julián Segundo Aguero | Grabmal                                           | 1946 |
| Grab des Marinekapitäns Alejandro Murature | Grabmal                                           | 1962 |
| Grab von Carlos Pellegrini | Grabmal                                           | 1964 |
| Grab von José Murature | Grabmal                                           | 1962 |
| Grab von Federico Brandsen | Grabmal                                           | 1946 |
| Grab von Hilario Ascasubi | Grabmal                                           | 1946 |
| Grab von Ignacio Álvarez Thomas | Grabmal                                           | 1946 |
| Grab von Isidoro Suárez | Grabmal                                           | 1946 |
| Grab von Jordan Czeslaw Wysocki | Grabmal                                           | 1976 |
| Grab von José de Olavarría | Grabmal                                           | 1946 |
| Grab von Manuel Dorrego | Grabmal                                           | 1946 |
| Grab von Pedro José Díaz | Grabmal                                           | 1946 |
| Grab von Ramón L. Falcón | Grabmal                                           | 1981 |
| Grab von Francisco Segui | Grabmal                                           | 1947 |
| Grab von Cornelio Saavedra | Grabmal                                           | 1946 |
| Grab von Saturnino Segurola | Grabmal                                           | 1946 |
| Grab von Delfina Vedia de Mitre | Grabmal                                           | 1946 |
| Grab von Domingo Faustino Sarmiento | Grabmal                                           | 1946 |
| Grab von Domingo Matheu | Grabmal                                           | 1946 |
| Grab von Emma Nicolay de Caprile | Grabmal                                           | 1982 |
| Grab von Estanislao del Campo | Grabmal                                           | 1946 |
| Grab von Eustaquio Díaz Vélez | Grabmal                                           | 1946 |
| Grab von Feliciano Antonio Chiclana | Grabmal                                           | 1946 |
| Grab von Francisco de Escalada | Grabmal                                           | 1946 |
| Grab von Francisco Javier Muñiz | Grabmal                                           | 1946 |
| Grab von General Antonio González Balcarce | Grabmal                                           | 1946 |
| Grab von General Bartolomé Mitre | Grabmal                                           | 1946 |
| Grab von General Carlos de Alvear | Grabmal                                           | 1946 |
| Grab von General Emilio Mitre | Grabmal                                           | 1946 |
| Grab von General Félix Benavides | Grabmal                                           | 1983 |
| Grab von General José de San Martín | Grabmal                                           | 1946 |
| Grab von General José M. Pirán | Grabmal                                           | 1946 |
| Grab von General José Matías Zapiola | Grabmal                                           | 1946 |
| Grab von General Juan A. Gelly y Obes | Grabmal                                           | 1946 |
| Grab von General Juan Florencio Terrada | Grabmal                                           | 1946 |
| Grab von General Juan José Viamonte | Grabmal                                           | 1946 |
| Grab von General Juan Lavalle | Grabmal                                           | 1946 |
| Grab von General Juan O’Brien | Grabmal                                           | 1946 |
| Grab von General Julio Argentino Roca | Grabmal                                           | 1946 |
| Grab von General Lucio Mansilla | Grabmal                                           | 1946 |
| Grab von General Manuel Belgrano | Grabmal                                           | 1946 |
| Grab von General Manuel Guillermo Pinto | Grabmal                                           | 1946 |
| Grab von General Tomás Guido | Grabmal                                           | 1946 |
| Grab von General Wenceslao Paunero | Grabmal                                           | 1946 |
| Grab von General Miguel Estanislao Soler | Grabmal                                           | 1945 |
| Grab der Gefallenen des Tripel-Allianz-Kriegs (Panteón de los Guerreros del Paraguay) | Grabmal                                           | 1983 |
| Grab von Guillermo Rawson | Grabmal                                           | 1946 |
| Grab von José Antonio Terry | Grabmal                                           | 1982 |
| Grab von José Hernández | Grabmal                                           | 1946 |
| Grab von José Manuel de Estrada | Grabmal                                           | 1946 |
| Grab von Juan Bautista Alberdi | Grabmal                                           | 1946 |
| Grab von Juan Cruz Varela | Grabmal                                           | 1946 |
| Grab von Juan José Castelli | Grabmal                                           | 1946 |
| Grab von Juan José Paso | Grabmal                                           | 1946 |
| Sociedad de Socorros Mutuos "San Crispín" y los Padres Salesianos (Cementerio de la Chacarita) | Historisches Monument                             | 2010 |
| Kapelle auf dem Cementerio Británico | Historisches Monument                             | 2010 |
| Eingangsportal und Kapelle auf dem Deutschen Friedhof | Historisches Monument                             | 2010 |
| Archivo Histórico del Cementerio de la Chacarita | Gut von historischem Interesse                    | 2010 |
| Grab von Juan Bautista Thorne | Grabmal                                           | 2010 |
| Grab von Jennie Howard | Grabmal                                           | 2010 |
| Grab von Sara Eccleston | Grabmal                                           | 2010 |
| Grab von Minnie Amstrong de Ridley | Grabmal                                           | 2010 |
| Grab von Francis Amstrong de Bessler | Grabmal                                           | 2010 |
| Grab von Cecilia Grierson | Grabmal                                           | 2010 |
| Grab von Thomas Bridges | Grabmal                                           | 2010 |
| Grab von Juan Bautista Ambrosetti | Grabmal                                           | 2010 |
| Synagoge Israelita Argentina | Historisches Monument                             | 2000 |
| Wohn- und Sterbehaus von Almirante Guillermo Brown | Historischer Ort                                  | 1948 |
| Teatro Colón | Historisches Monument                             | 1989 |
| Teatro Cervantes | Historisches Monument                             | 1995 |
| Tercera Orden Franciscana Seglar | Historisches Monument                             | 2000 |
| Bahnhof Buenos Aires Federico Lacroze | Historisches Monument                             | 2021 |
| Bahnhof Buenos Aires Plaza Constitución | Historisches Monument                             | 2021 |
| Bahnhof Buenos Aires Once de Septiembre | Historisches Monument                             | 2021 |
| Vuelta de Rocha | Historischer Ort                                  | 1948 |